# クリスチーヌ・ドヴィエ＝ジョンクール
クリスチーヌ・ドヴィエ＝ジョンクール（Christine Deviers-Joncour,1947年6月28日- ）はフランス・ドルドーニュ県出身の作家。
1989年から1993年にかけてフランス国営石油企業エルフ・アキテーヌ社による収賄事件によって、1991年にフランスが台湾にラファイエット級フリゲートを売却した際の汚職事件、ラファイエット事件で取り持ちの役割を果たした。当時フランスの外務大臣であったローラン・デュマの愛人として有名になった。
後に作家としてこの一部始終を綴った自叙伝「共和国の娼婦」を出版した。最終的に裁判では1年6月の刑期に執行猶予1年と100万フランの罰金の判決を受けた（デュマのみ無罪の判決になった）。